# Dirka po Sloveniji 2024
Dirka po Sloveniji 2024 je jubilejna trideseta izvedba petdnevne etapne Dirke po Sloveniji, ki je okriljem serije UCI ProSeries potekala od 12. do 16. junija 2024.
Prva etapa, ki je tekla po Štajerski in Prekmurju, je prečkala meje kar treh držav Avstrije, Madžarske in Hrvaške; skupaj pa je potekala po vseh štirih sosednjih državah, saj je dirka v tretji etapi zavila še v Italijo.

## Ekipe
Dirko je začelo rekordnih 154 kolesarjev iz rekordnih 22 ekip.

### UCI WorldTeams
- Team Bahrain Victorious
- Bora–Hansgrohe
- EF Education–EasyPost
- Team Jayco–AlUla
- UAE Team Emirates
- Groupama–FDJ

### UCI ProTeams
- Bingoal WB
- Caja Rural–Seguros RGA
- Team Corratec–Vini Fantini
- Equipo Kern Pharma
- Euskaltel–Euskadi
- Q36.5 Pro Cycling Team
- Polti–Kometa
- Tudor Pro Cycling Team
- Uno-X Mobility
- VF Group–Bardiani–CSF–Faizanè
- Team TotalEnergies

### UCI Continental
- Adria Mobil
- Ljubljana Gusto Santic
- Sava Kranj Cycling
- Santic–Wibatech
- Pierre Baguette Cycling

## Trasa in etape
| Etapa  | Datum     | Trasa                   | Dolžina             | V. razlika | Disciplina | Disciplina      | Zmagovalec             |
| ------ | --------- | ----------------------- | ------------------- | ---------- | ---------- | --------------- | ---------------------- |
| 1      | 12. junij | Murska Sobota – Ormož   | 205,8 km 191,9 km   | 901 m      |            | ravninska etapa | Dylan Groenewegen      |
| 2      | 13. junij | Žalec – Rogaška Slatina | 177,9 km            | 2.480 m    |            | ravninska etapa | Phil Bauhaus (GER)     |
| 3      | 14. junij | Ljubljana – Nova Gorica | 160,5 km            | 2.771 m    |            | razgibana etapa | Giovanni Aleotti (ITA) |
| 4      | 15. junij | Škofljica – Krvavec     | 147,2 km            | 2.928 m    |            | gorska etapa    | Pello Bilbao (ESP)     |
| 5      | 16. junij | Šentjernej – Novo Mesto | 156,9 km            | 1.874 m    |            | razgibana etapa |                        |
| Skupaj | Skupaj    | 848,3 km (834,4 km)     | 848,3 km (834,4 km) | 10.954 m   |            |                 |                        |

### Etapa 1
12. junij 2024 — 205,8 km
| Mesto                       | Kolesar                  | Ekipa                   | Čas        |
| --------------------------- | ------------------------ | ----------------------- | ---------- |
| Uradni rezultati            |                          |                         |            |
| 1                           | Dylan Groenewegen        | Team Jayco–AlUla        | 4h 35' 00" |
| 2                           | Alexander Kristoff (NOR) | Uno-X Mobility          | + 0"       |
| 3                           | Phil Bauhaus (GER)       | Team Bahrain Victorious | + 0"       |
| 4                           | Giovanni Lonardi (ITA)   | Polti–Kometa            | + 0"       |
| 5                           | Sam Welsford (AUS)       | Bora–Hansgrohe          | + 0"       |
| 6                           | Alberto Dainese (ITA)    | Tudor Pro Cycling Team  | + 0"       |
| 7                           | Sandy Dujardin (FRA)     | Team TotalEnergies      | + 0"       |
| 8                           | Marc Brustenga (ESP)     | Equipo Kern Pharma      | + 0"       |
| 9                           | Louis Blouwe (BEL)       | Bingoal WB              | + 0"       |
| 10                          | Paul Penhoët (FRA)       | Groupama–FDJ            | + 0"       |
| Skupni seštevek po 1. etapi |                          |                         |            |
| 1                           | Dylan Groenewegen (NED)  | Team Jayco–AlUla        | 4h 34' 50" |
| 2                           | Alexander Kristoff (NOR) | Uno-X Mobility          | + 4"       |
| 3                           | Phil Bauhaus (GER)       | Team Bahrain Victorious | + 6"       |
| 4                           | Jhonatan Narváez (ECU)   | Ineos Grenadiers        | + 7"       |
| 5                           | Ben Healy (IRL)          | EF Education–EasyPost   | + 8"       |
| 6                           | Matej Mohorič (SLO)      | Team Bahrain Victorious | + 8"       |
| 7                           | Domen Novak (SLO)        | UAE Team Emirates       | + 8"       |
| 8                           | Szymon Tracz (POL)       | Santic–Wibatech         | + 8"       |
| 9                           | Dylan Hopkins (AUS)      | Ljubljana Gusto Santic  | + 9"       |
| 10                          | Giovanni Lonardi (ITA)   | Polti–Kometa            | + 10"      |

### Etapa 2
13. junij 2024 — 177,9 km
| Mesto                       | Kolesar                     | Ekipa                         | Čas        |
| --------------------------- | --------------------------- | ----------------------------- | ---------- |
| Uradni rezultati            |                             |                               |            |
| 1                           | Phil Bauhaus                | Team Bahrain Victorious       | 4h 26' 08" |
| 2                           | Alberto Dainese (ITA)       | Tudor Pro Cycling Team        | + 0"       |
| 3                           | Luka Mezgec (SLO)           | Team Jayco–AlUla              | + 0"       |
| 4                           | Jonas Koch (GER)            | Bora–Hansgrohe                | + 0"       |
| 5                           | Jhonatan Narváez (ECU)      | Ineos Grenadiers              | + 0"       |
| 6                           | Alessandro Covi (ITA)       | UAE Team Emirates             | + 0"       |
| 7                           | Filippo Fiorelli (ITA)      | VF Group–Bardiani–CSF–Faizanè | + 0"       |
| 8                           | Giovanni Lonardi (ITA)      | Polti–Kometa                  | + 0"       |
| 9                           | Matteo Moschetti (ITA)      | Q36.5 Pro Cycling Team        | + 0"       |
| 10                          | Orluis Aular (VEN)          | Caja Rural–Seguros RGA        | + 0"       |
| Skupni seštevek po 2. etapi |                             |                               |            |
| 1                           | Phil Bauhaus (GER)          | Team Bahrain Victorious       | 9h 00' 54" |
| 2                           | Alberto Dainese (ITA)       | Tudor Pro Cycling Team        | + 8"       |
| 3                           | Alexander Kristoff (NOR)    | Uno-X Mobility                | + 8"       |
| 4                           | Martin Marcellusi (ITA)     | VF Group–Bardiani–CSF–Faizanè | + 9"       |
| 5                           | Luka Mezgec (SLO)           | Team Jayco–AlUla              | + 10"      |
| 6                           | Jhonatan Narváez (ECU)      | Ineos Grenadiers              | + 11"      |
| 7                           | Ben Healy (IRL)             | EF Education–EasyPost         | + 12"      |
| 8                           | Domen Novak (SLO)           | UAE Team Emirates             | + 12"      |
| 9                           | Mikkel Frølich Honoré (DEN) | EF Education–EasyPost         | + 12"      |
| 10                          | Matej Mohorič (SLO)         | Team Bahrain Victorious       | + 12"      |

### Etapa 3
14. junij 2024 — 160,5 km
| Mesto                       | Kolesar                  | Ekipa                         | Čas         |
| --------------------------- | ------------------------ | ----------------------------- | ----------- |
| Uradni rezultati            |                          |                               |             |
| 1                           | Giovanni Aleotti         | Bora–Hansgrohe                | 3h 46' 19"  |
| 2                           | Jhonatan Narváez (ECU)   | Ineos Grenadiers              | + 11"       |
| 3                           | Jordan Jegat (FRA)       | Team TotalEnergies            | + 11"       |
| 4                           | Filippo Zana (ITA)       | Team Jayco–AlUla              | + 11"       |
| 5                           | Giulio Pellizzari (ITA)  | VF Group–Bardiani–CSF–Faizanè | + 11"       |
| 6                           | Pello Bilbao (ESP)       | Team Bahrain Victorious       | + 11"       |
| 7                           | Domenico Pozzovivo (ITA) | VF Group–Bardiani–CSF–Faizanè | + 11"       |
| 8                           | Steff Cras (BEL)         | Team TotalEnergies            | + 11"       |
| 9                           | Luca Covili (ITA)        | VF Group–Bardiani–CSF–Faizanè | + 11"       |
| 10                          | Paul Double (GBR)        | Polti–Kometa                  | + 11"       |
| Skupni seštevek po 3. etapi |                          |                               |             |
| 1                           | Giovanni Aleotti (ITA)   | Bora–Hansgrohe                | 12h 47' 17" |
| 2                           | Jhonatan Narváez (ECU)   | Ineos Grenadiers              | + 12"       |
| 3                           | Jordan Jegat (FRA)       | Team TotalEnergies            | + 17"       |
| 4                           | Ben Healy (IRL)          | EF Education–EasyPost         | + 19"       |
| 5                           | Filippo Zana (ITA)       | Team Jayco–AlUla              | + 21"       |
| 6                           | Giulio Pellizzari (ITA)  | VF Group–Bardiani–CSF–Faizanè | + 21"       |
| 7                           | Luca Covili (ITA)        | VF Group–Bardiani–CSF–Faizanè | + 21"       |
| 8                           | Pello Bilbao (ESP)       | Team Bahrain Victorious       | + 21"       |
| 9                           | Pablo Castrillo (ESP)    | Equipo Kern Pharma            | + 21"       |
| 10                          | Domenico Pozzovivo (ITA) | VF Group–Bardiani–CSF–Faizanè | + 21"       |

### Etapa 4
15. junij 2024 — 147,2 km
| Mesto                       | Kolesar                          | Ekipa                         | Čas         |
| --------------------------- | -------------------------------- | ----------------------------- | ----------- |
| Uradni rezultati            |                                  |                               |             |
| 1                           | Pello Bilbao                     | Team Bahrain Victorious       | 3h 59' 09"  |
| 2                           | Paul Double (GBR)                | Polti–Kometa                  | + 3"        |
| 3                           | Giovanni Aleotti (ITA)           | Bora–Hansgrohe                | + 3"        |
| 4                           | Giulio Pellizzari (ITA)          | VF Group–Bardiani–CSF–Faizanè | + 3"        |
| 5                           | Domenico Pozzovivo (ITA)         | VF Group–Bardiani–CSF–Faizanè | + 3"        |
| 6                           | Tobias Halland Johannessen (NOR) | Uno-X Mobility                | + 9"        |
| 7                           | Edoardo Zambanini (ITA)          | Team Bahrain Victorious       | + 11"       |
| 8                           | Steff Cras (BEL)                 | Team TotalEnergies            | + 12"       |
| 9                           | Domen Novak (SLO)                | UAE Team Emirates             | + 17"       |
| 10                          | Pablo Castrillo (ESP)            | Equipo Kern Pharma            | + 20"       |
| Skupni seštevek po 4. etapi |                                  |                               |             |
| 1                           | Giovanni Aleotti (ITA)           | Bora–Hansgrohe                | 16h 46' 25" |
| 2                           | Pello Bilbao (ESP)               | Team Bahrain Victorious       | + 12"       |
| 3                           | Giulio Pellizzari (ITA)          | VF Group–Bardiani–CSF–Faizanè | + 25"       |
| 4                           | Domenico Pozzovivo (ITA)         | VF Group–Bardiani–CSF–Faizanè | + 25"       |
| 5                           | Steff Cras (BEL)                 | Team TotalEnergies            | + 34"       |
| 6                           | Pablo Castrillo (ESP)            | Equipo Kern Pharma            | + 42"       |
| 7                           | Paul Double (GBR)                | Polti–Kometa                  | + 42"       |
| 8                           | Filippo Zana (ITA)               | Team Jayco–AlUla              | + 45"       |
| 9                           | Ben Healy (IRL)                  | EF Education–EasyPost         | + 59"       |
| 10                          | Tobias Halland Johannessen (NOR) | Uno-X Mobility                | + 1' 50"    |

## Razvrstitev vodilnih
| Etapa          | Zmagovalec        | Skupno            | Po točkah         | Gorski cilji      | Mladi kolesarji     | Ekipno                        |
| -------------- | ----------------- | ----------------- | ----------------- | ----------------- | ------------------- | ----------------------------- |
| 1              | Dylan Groenewegen | Dylan Groenewegen | Dylan Groenewegen | Tomáš Kalojíros   | Jonathan Guatibonza | Team Jayco–AlUla              |
| 2              | Phil Bauhaus      | Phil Bauhaus      | Phil Bauhaus      | Davide Baldaccini | Alexander Hajek     | Team Jayco–AlUla              |
| 3              | Giovanni Aleotti  | Giovanni Aleotti  | Phil Bauhaus      | Davide Baldaccini | Giulio Pellizzari   | Team Jayco–AlUla              |
| 4              | Pello Bilbao      | Giovanni Aleotti  | Giovanni Aleotti  | Davide Baldaccini | Giulio Pellizzari   | VF Group–Bardiani–CSF–Faizanè |
| 5              | Ben Healy         | Giovanni Aleotti  | Giovanni Aleotti  | Davide Baldaccini | Giulio Pellizzari   | VF Group–Bardiani–CSF–Faizanè |
| Končni nosilci | Končni nosilci    | Giovanni Aleotti  | Giovanni Aleotti  | Davide Baldaccini | Giulio Pellizzari   | VF Group–Bardiani–CSF–Faizanè |